# 스타리오스콜
스타리오스콜(러시아어: Старый Оскол, 영어: Stary Oskol)은 벨고로드주에 위치한 도시로, 모스크바에서 남쪽으로 500km지점에 위치해 있고, 오스콜 강에 면해 있다. 인구는 21만7,900명 (2004년)이다.
1593년에 요새로 지어졌고 모스크바의 남쪽 방어선에 속했다. 이 도시는 폴란드인과 타타르족의 침략을 막았고 1919년의 러시아 내전 때와, 제2차 세계 대전때에는 전략적인 요충지가 되었다. 제2차 세계 대전 이후에는 인구도 많아지고, 도시도 성장하게 되었다.

## 자매 도시
- 독일 잘츠기터 (1987)
- 불가리아 아세노브그라드 (1989)
- 핀란드 en:Mänttä (1989)